# Jules Bordet
Pour les articles homonymes, voir Bordet.
Jules Bordet, né le 13 juin 1870 à Soignies en Belgique et mort le 6 avril 1961 à Bruxelles en Belgique, est un immunologiste et un microbiologiste belge. Il est lauréat du prix Nobel de physiologie ou médecine de 1919. Les bactéries du genre Bordetella lui doivent leur nom.

## Biographie
Il devint docteur en médecine à l'université libre de Bruxelles en 1892 et commença ses travaux dans le laboratoire d'Élie Metchnikoff à l'Institut Pasteur de Paris. En 1894, il y observa les globules blancs phagocytant des bactéries. En 1898, il décrivit l'hémolyse des globules rouges exposés à un sérum sanguin étranger.
En 1895, il veillera Louis Pasteur sur son lit de mort.
Il quitte Paris en 1900 pour fonder l'Institut Pasteur du Brabant, qu'il dirige de 1901 à 1940. Il y découvrit que l'effet bactéricide des anticorps spécifiques acquis est considérablement amélioré in vivo par la présence d'un élément du sérum qu'il nommera alexine mais qui sera plus tard nommé complément. Ce mécanisme fut utilisé pour développer un test sérologique de dépistage de la syphilis (réaction Bordet-Wasserman), puis son emploi sera généralisé à tous les tests reposant sur la méthode de fixation de complément utilisée pour dépister un très grand nombre de maladies aujourd'hui encore.
En coopération avec Octave Gengou, il isola la bactérie Bordetella pertussis (« bacille de Bordet-Gengou ») en 1906 et formula, à raison, l'hypothèse qu'elle était à l'origine de la coqueluche.
Il devint professeur de bactériologie à l'université de Bruxelles en 1907, il y enseignera sa vie durant. Il devient membre étranger de la Royal Society en 1916.
Il est initié Franc-Maçon à Bruxelles le 10 novembre 1908 dans la Loge "Les Amis Philanthropes N°2" du Grand Orient de Belgique.
Il est lauréat du prix Nobel de physiologie ou médecine de 1919 « pour ses découvertes relatives à l'immunité ». Éminent pionnier de la microbiologie, Jules Bordet a été le premier scientifique belge à se voir récompensé du prix Nobel de physiologie ou médecine.
En 1921, il siégea brièvement comme sénateur libéral du Hainaut en remplacement de Léon Hiard, décédé.
Fédéraliste résolu, il a milité dans l’entre-deux-guerres pour la promotion de la Wallonie et de la Belgique francophone. En 1935, il est parmi les lauréats du Prix quinquennal des Amis du Hainaut, avec Jules Destrée et Georges Lemaître.
Dès 1924, il fait partie de la direction scientifique du Centre des Tumeurs de l'hôpital Brugmann à Bruxelles et par la suite, en 1935, un nouvel institut portera son nom.
En 1933, il est appelé à présider le Conseil scientifique de l’Institut Pasteur de Paris.
Il est immortalisé sur toile par Paul Delvaux en 1950. Il est décédé le 6 avril 1961, âgé de 90 ans, et enterré au cimetière d'Ixelles, ainsi que son épouse Marthe Levoz (1876-1961) ,.
Un timbre à son effigie a été émis en Suède en 1979 (série des Lauréats des Prix Nobel).